# 贝诺特·本杰明
莱纳德·贝诺伊特·本杰明（英語：Lenard Benoit Benjamin，1964年11月22日—），美国NBA联盟前职业篮球运动员。他在1985年的NBA选秀中第1轮第3顺位被洛杉矶快船选中。